# Абортипор
Абортипор (Abortiporus) — рід базидіомікотових грибів родини мерулієві (Meruliaceae). Відомо три види. Ростуть на листяних та хвойних деревах. Гриб є збудником білої гнилі у мертвій деревині і білої тулубної гнилі у живій деревині.

## Види
- Abortiporus biennis (Bull.) Singer 1944
- Abortiporus chocoensis Læssøe & Ryvarden 2010
- Abortiporus roseus (D.A. Reid) Masuka & Ryvarden 1992